# It Is So.
It Is So. es el primer álbum de estudio de la banda finlandesa de Hard rock Stala & So., lanzado el 16 de febrero de 2011. El primer sencillo del álbum es "Everything For Money".

## Lista de canciones
| Edición Estándar |                              |          |  |
| N.º              | Título                       | Duración |  |
| 1.               | «The Show By So.»            | 0:34     |  |
| 2.               | «Got To Believe»             | 3:44     |  |
| 3.               | «One Nite Stand»             | 3:15     |  |
| 4.               | «She»                        | 3:43     |  |
| 5.               | «(Won't Let You) Down Again» | 4:34     |  |
| 6.               | «Pamela»                     | 3:07     |  |
| 7.               | «Bye Bye»                    | 4:42     |  |
| 8.               | «Shout»                      | 4:03     |  |
| 9.               | «My Happy Day»               | 3:42     |  |
| 10.              | «Woman»                      | 3:48     |  |
| 11.              | «Spring Romance»             | 5:06     |  |
| 12.              | «Everything For Money»       | 2:37     |  |
| 13.              | «E-Major»                    | 0:32     |  |
| 43:27            |                              |          |  |

| Versión japonesa |                    |          |  |
| N.º              | Título             | Duración |  |
| 14.              | «Hot Blooded»      | 3:57     |  |
| 15.              | «Back On The Road» | 3:24     |  |
| 50:48            |                    |          |  |